# トリパラディソスの軍会
トリパラディソスの軍会（トリパラディソスのぐんかい、Pacto de Triparadiso）は、紀元前321年にシリアのオロンテス川近くの都市トリパラディソスにて行われたアレクサンドロス3世（大王）の遺将たち（ディアドコイ）の権力分割の協定である。それは紀元前323年に大王の死後に開かれたバビロン会議での決定を修正したものであった。

## 背景
紀元前323年の大王の死後、王位は大王の異母兄弟ピリッポス3世と大王の遺児アレクサンドロス4世が受け継いだ。しかしながら、ピリッポス3世は知的障害を持ち、大王の死後に生まれた幼いアレクサンドロス4世は政治を執ることはできないため、ペルディッカスが摂政に就任した。
実質的な帝国のナンバーワンとなったペルディッカスに対して彼を警戒したアンティパトロス、プトレマイオス、クラテロスらの諸将は対立し、やがて戦争状態に入った。紀元前321年にペルディッカスはプトレマイオスの拠るエジプトに攻め込んだが、その途上部下の将軍達（ペイトン、アンティゲネス、セレウコス）により暗殺された。そして、ペルディッカス死後の帝国の体制を決めるべく同年シリアのトリパラディソスにディアドコイが召集され、会議が開かれた。

## 決定内容
ここではバビロン会議にて決定された地位と太守領の再編が行われ、プトレマイオスは空席になった摂政位にペイトンとアリダイオスを就けようとしたが、ピリッポス3世の妃エウリュディケ2世（ピリッポス2世の甥アミュンタス4世とピリッポス2世の娘キュナネの娘）の強い反対を受け、摂政にはアンティパトロスが就任した。エウリュディケ2世はアンティパトロスに対しても弾劾演説を行い、自身が実権を握ることを目論んだが、諸将の支持を受けることは出来ず、これは失敗した。
決定事項に関してはコンスタンティノポリス総主教フォティオス経由で伝わっているアリアノスの記述と、ディオドロスの記述が残っている。バビロン会議の場合と異なり、両者の史料の内容に、大きな違いは無い。

### 新役職
バビロン会議から変更された役職を挙げる。
- 摂政にはアンティパトロスが就任。
- 千人隊長（全騎兵隊長）にはカッサンドロスが就任（ディオドロスによればこの人事はアンティゴノスが野心を追求しないようにするための目付け役としてである）。
- 全権将軍（全軍総司令官）にはアンティゴノスが就任し、旧ペルディッカス派残党討伐を命じられた。
- 側近護衛官にはアガトクレスの子アウトリュコス、ペウケスタスの弟アミュンタス、プトレマイオスの子プトレマイオス、そしてポリュペルコンの子アレクサンドロスが就任。[2]

### 新任者
新しく太守領を得た、または変更された者達を挙げる。
- ヘレスポントス・フリュギアはアリダイオスに。
- リュディアはクレイトスに。
- カッパドキアはニカノルに。
- バクトリアとソグディアナは スタサノルに。
- アレイアとドランギアナはスタサンドロスに。
- キリキアはフィロクセノスに。[3]
- メソポタミアとアルベラ地方はアンフィマコスに。
- スシアナは銀楯隊の指揮官アンティゲネスに。
- バビロニアはセレウコスに。[4]
- ペルシスはペウケスタスに。
- インドのパラパミソス山付近（ガンダーラ）領がペイトンに追加された。
- パロパミソスはロクサネの父オクシュアルテスに追加された。
- パルティアはピリッポスに。[5]

### 留任者
バビロン会議から属州領にほとんど変更がない者をここに挙げる。
- エジプト一帯はプトレマイオスに。
- シリアはラオメドンに。
- カルマニアはトレポレモスに。[6]
- メディアはペイトンに。
- アラコシアとゲドロシアはシビュルティオスに。
- カリアはアサンドロスに。
- フリュギア、リュカオニア、パンヒュリア、リュキアはアンティゴノスに[7]。

- パタラを含むインダス川以降の国々の支配者にはポロスが、ヒュダスペス川あたりはタクシレスが引き続き就任した。これはアレクサンドロスにより領土を安堵され、領土を増やしたポロス、タクシレスを追い出すことが簡単でないという問題を配慮したためである。